# فهرست آثار ملی شهرستان خمین
شهرستان خمین یکی از شهرستان‌های استان مرکزی ایران است. این شهرستان از دو بخش به نام‌های مرکزی و کمره تشکیل شده است.

## آثار ثبت‌شده
| ردیف | نام اثر                        | نگاره          | دیرینگی                        | موقعیت                                                                                            | شمارهٔ ثبت | تاریخ ثبت  | منبع  |
| ---- | ------------------------------ | -------------- | ------------------------------ | ------------------------------------------------------------------------------------------------- | --------- | ---------- | ----- |
| ۱    | امامزاده اسماعیل یوجان خمین    | بارگذاری تصویر | صفویه ـ قرن ۱۱ (۱۰۲۲ ق)        | ۶ کیلومتری خمین به طرف شهابیه                                                                     | ۱۶۲۵      | ۱۳۵۴/۱۱/۱۱ | [ ۱ ] |
| ۲    | خانه سید روح‌الله خمینی (خمین)  |                | قاجاریه                        | خمین، خ امام خمینی، جنب خیابان صالحی ۳۳°۳۸′۲۶″ شمالی ۵۰°۴′۴۴″ شرقی / ۳۳٫۶۴۰۵۶°شمالی ۵۰٫۰۷۸۸۹°شرقی | ۱۷۴۶      | ۱۳۷۵/۰۴/۱۱ | [ ۲ ] |
| ۳    | مسجد جامع/ جمعه/ خمین          |                | قاجاریه                        | همسایگی بازارخمین و به فاصله ۱۳۰ متری                                                             | ۲۲۹۵      | ۱۳۷۸/۰۱/۰۹ |       |
| ۴    | قلعه سالار محتشم               |                | قاجاریه                        | شهرستان خمین داخل بافت قدیمی شهر                                                                  | ۵۸۰۴      | ۱۳۸۱/۰۳/۲۵ |       |
| ۵    | بقایای قلعه گبری               |                | ساسانی                         | شهرستان خمین، بخش کمره، دهستان خرمدشت، شمال روستای طیب آباد                                       | ۱۶۳۴۱     | ۱۳۸۵/۰۸/۲۴ |       |
| ۶    | محوطه جلماجرد                  |                | هزاره ۵ ق‌م                     | شهرستان خمین، بخش مرکزی، دو کیلومتری شمال شرق روستای جلماجرد                                      | ۱۶۳۴۲     | ۱۳۸۵/۰۸/۲۴ |       |
| ۷    | تپه امامزاده برگمن             |                | هزاره ۸ و ۹ ق                  | شهرستان خمین، بخش مرکزی، دهستان گله زن، ۸۰۰ م جنوب روستای کفسان                                   | ۱۶۳۴۳     | ۱۳۸۵/۰۸/۲۴ |       |
| ۸    | تپه گبری                       |                | هزاره ۴ ق. م                   | شهرستان خمین، بخش مرکزی، دهستان گله زن، غرب روستای مزاین                                          | ۱۶۳۴۴     | ۱۳۸۵/۰۸/۲۴ |       |
| ۹    | تپه مرغ                        |                | ساسانی ـ قرون اولیه اسلامی     | شهرستان خمین، بخش کمره، دهستان خرمدشت، جنوب شرق روستای چهارطاق                                    | ۱۶۳۴۵     | ۱۳۸۵/۰۸/۲۴ |       |
| ۱۰   | پل اسدآباد                     |                | پهلوی اول                      | شهرستان خمین، بخش مرکزی، روستای اسدآباد                                                           | ۱۶۴۰۲     | ۱۳۸۵/۰۸/۲۴ |       |
| ۱۱   | کبوتر خانه رازان               |                | پهلوی اول                      | شهرستان خمین، بخش مرکزی، روستای رازان                                                             | ۱۶۴۰۳     | ۱۳۸۵/۰۸/۲۴ |       |
| ۱۲   | پل جدید جلماجرد                |                | اواخر قاجاریه                  | شهرستان خمین، بخش مرکزی، روستای جلماجرد                                                           | ۱۶۴۰۴     | ۱۳۸۵/۰۸/۲۷ |       |
| ۱۳   | امامزاده فارسیجان              |                | صفویه                          | شهرستان خمین، بخش مرکزی، دهستان گله زن، روستای شهر میزان                                          | ۱۶۴۰۵     | ۱۳۸۵/۰۸/۲۷ |       |
| ۱۴   | قلعه قنات                      |                | قاجاریه                        | شهرستان خمین، بخش مرکزی، روستای جلماجرد                                                           | ۱۶۴۴۲     | ۱۳۸۵/۰۸/۲۷ |       |
| ۱۵   | پل حاجی خان                    |                | قاجاریه                        | شهرستان خمین، بخش مرکزی، روستای جلماجرد                                                           | ۱۶۴۴۳     | ۱۳۸۵/۰۸/۲۷ |       |
| ۱۶   | امامزاده برگمن                 |                | صفویه                          | شهرستان خمین، بخش مرکزی، دهستان گله زن، ۸۰۰ م جنوب روستای کفسان                                   | ۱۶۴۴۴     | ۱۳۸۵/۰۸/۲۷ |       |
| ۱۷   | گورستان ارامنه لیلیان          |                | قاجاریه ـ پهلوی                | شهرستان خمین، بخش کمره، دهستان خرمدشت، روستای لیلیان                                              | ۱۷۳۵۰     | ۱۳۸۵/۱۱/۲۳ |       |
| ۱۸   | قلعه قره سی                    |                | تاریخی (ساسانی)                | شهرستان خمین، بخش کمره، دهستان خرمدشت، روستای لکان                                                | ۱۷۳۵۱     | ۱۳۸۵/۱۱/۲۳ |       |
| ۱۹   | گورستان رباط علیا              |                | ایلخانی                        | شهرستان خمین، بخش کمره، دهستان خرمدشت، روستای رباط علیا                                           | ۱۷۳۵۲     | ۱۳۸۵/۱۱/۲۳ |       |
| ۲۰   | عمارت کشاورز صدر               |                | قاجاریه                        | شهرستان خمین، بخش مرکزی، دهستان گله زن، روستای جعفرآباد                                           | ۱۸۰۰۵     | ۱۳۸۵/۱۲/۲۰ |       |
| ۲۱   | تپه گورستان خارونصرآباد        |                | هزاره ۵ ق‌م ـ ساسانی            | شهرستان خمین، بخش مرکزی، دهستان آشناخور، روستای خارونصرآباد                                       | ۱۸۰۰۶     | ۱۳۸۵/۱۲/۲۰ |       |
| ۲۲   | تپه انبار ۲                    |                | ساسانی                         | شهرستان خمین، بخش کمره، دهستان چهارچشمه، روستای لوزدر                                             | ۱۸۰۰۷     | ۱۳۸۵/۱۲/۲۰ |       |
| ۲۳   | عمارت امیر مفخم بختیاری        |                | قاجاریه                        | شهرستان خمین، بخش مرکزی، دهستان صالحان، روستای شهابیه                                             | ۱۸۰۰۸     | ۱۳۸۵/۱۲/۲۰ |       |
| ۲۴   | تپه دودهنک                     |                | تاریخی                         | شهرستان خمین، بخش مرکزی، دهستان حمزه لو، روستای سرطاق                                             | ۱۸۰۰۹     | ۱۳۸۵/۱۲/۲۰ |       |
| ۲۵   | کبوترخانه پایین بند            |                | پهلوی اول                      | داخل شهر خمین                                                                                     | ۱۸۰۱۱     | ۱۳۸۵/۱۲/۲۰ |       |
| ۲۶   | محوطه تاریخی قارا دره          |                | هزاره ۴ ق. م                   | شهرستان خمین، بخش کمره، دهستان چهارچشمه، روستای جوادیه                                            | ۱۸۰۱۳     | ۱۳۸۵/۱۲/۲۰ |       |
| ۲۷   | پناهگاه زیرزمینی تهیق          |                | ایلخانی                        | شهرستان خمین، بخش کمره، دهستان خرمدشت، روستای تهیق                                                | ۱۸۰۱۵     | ۱۳۸۵/۱۲/۲۰ |       |
| ۲۸   | محوطه تاریخی ورونه             |                | قرون میانه اسلامی              | شهرستان خمین، بخش کمره، دهستان خرمدشت، روستای ده سفید                                             | ۱۸۰۱۶     | ۱۳۸۵/۱۲/۲۰ |       |
| ۲۹   | تپه بزرگه                      |                | تاریخی (ساسانی)                | شهرستان خمین، بخش کمره، دهستان خرمدشت، روستای چهارطاق                                             | ۱۸۰۱۷     | ۱۳۸۵/۱۲/۲۰ |       |
| ۳۰   | تپه صفر                        |                | قرون میانه اسلامی              | شهرستان خمین، بخش مرکزی، دهستان رستاق، روستای ریحان علیا                                          | ۱۸۰۱۹     | ۱۳۸۵/۱۲/۲۰ |       |
| ۳۱   | محوطه تاریخی سرکوبه            |                | پیش ازتاریخ                    | شهرستان خمین، بخش مرکزی، دهستان حمزه لو، روستای سرکوبه                                            | ۱۸۰۲۰     | ۱۳۸۵/۱۲/۲۰ |       |
| ۳۲   | غار زاغه بزرگه                 |                | پیش از تاریخ ـ تاریخی ـ اسلامی | شهرستان خمین، بخش کمره، دهستان خرمدشت، روستای رباط علیا                                           | ۱۸۰۲۱     | ۱۳۸۵/۱۲/۲۰ |       |
| ۳۳   | تپه بلبلان                     |                | مس و سنگ                       | شهرستان خمین، بخش مرکزی، دهستان آشناخور، روستای خار و نصرآباد                                     | ۱۸۰۲۳     | ۱۳۸۵/۱۲/۲۰ |       |
| ۳۴   | تپه استهلک                     |                | قرون میانه اسلامی              | شهرستان خمین، بخش کمره، دهستان خرمدشت، روستای استهلک                                              | ۱۸۰۲۴     | ۱۳۸۵/۱۲/۲۰ |       |
| ۳۵   | تپه باغ                        |                | هزاره ۴ و ۵ ق. م               | شهرستان خمین، بخش مرکزی، دهستان رستاق، روستای سکانه                                               | ۱۸۰۲۵     | ۱۳۸۵/۱۲/۲۰ |       |
| ۳۶   | محوطه راچان                    |                | قرون میانه اسلامی              | شهرستان آشتیان، بخش مرکزی، دهستان گرکان، روستای آهو                                               | ۱۸۰۲۶     | ۱۳۸۵/۱۲/۲۰ |       |
| ۳۷   | محوطه جو باده                  |                | هزاره ۴ ق. م                   | شهرستان خمین، بخش مرکزی، دهستان حمزه لو، روستای جوباده                                            | ۱۸۰۲۷     | ۱۳۸۵/۱۲/۲۰ |       |
| ۳۸   | حمام لکان                      |                | قاجاریه                        | شهرستان خمین، بخش کمره، دهستان خرمدشت، روستای لکان                                                | ۱۸۰۲۸     | ۱۳۸۵/۱۲/۲۰ |       |
| ۳۹   | امامزاده طیب‌آباد               |                | قرن ۸ و ۹ ه‍.ق                   | شهرستان خمین، بخش کمره، دهستان خرم دشت، روستای طیب آباد                                           | ۱۸۰۲۹     | ۱۳۸۵/۱۲/۲۰ |       |
| ۴۰   | تپه انبار ۱                    |                | ساسانی                         | شهرستان خمین، بخش کمره، دهستان چهارچشمه، روستای لوزدر                                             | ۱۸۰۳۰     | ۱۳۸۵/۱۲/۲۰ |       |
| ۴۱   | تپه سیزده بدر                  |                | قرون میانه اسلامی              | شهرستان خمین، بخش مرکزی، دهستان حمزه لو، روستای جهان قلعه                                         | ۱۸۰۳۱     | ۱۳۸۵/۱۲/۲۰ |       |
| ۴۲   | تپه گوشه محمد مالک             |                | اشکانی                         | شهرستان خمین، بخش مرکزی، دهستان رستاق، روستای گوشه محمد مالک                                      | ۱۸۰۳۲     | ۱۳۸۵/۱۲/۲۰ |       |
| ۴۳   | تپه خاکریز                     |                | تاریخی                         | شهرستان خمین، بخش مرکزی، دهستان آشناخور، روستای حسین‌آباد                                          | ۱۸۰۳۳     | ۱۳۸۵/۱۲/۲۰ |       |
| ۴۴   | تپه دابرات                     |                | ساسانی                         | شهرستان خمین، بخش مرکزی، دهستان رستاق، روستای فرنق                                                | ۱۸۰۳۴     | ۱۳۸۵/۱۲/۲۰ |       |
| ۴۵   | تپه شمس‌آباد                    |                | ساسانی                         | شهرستان خمین، بخش کمره، دهستان چهارچشمه، روستای جوادیه                                            | ۱۸۰۳۵     | ۱۳۸۵/۱۲/۲۰ |       |
| ۴۶   | تپه گردله                      |                | ساسانی ـ قرون اولیه اسلامی     | شهرستان خمین، بخش کمره، دهستان چهارچشمه، روستای کاظم‌آباد                                          | ۱۸۰۳۶     | ۱۳۸۵/۱۲/۲۰ |       |
| ۴۷   | تپه قلعه دور                   |                | ساسانی                         | شهرستان خمین، بخش کمره، دهستان چهارچشمه، روستای کاظم‌آباد                                          | ۱۸۰۳۷     | ۱۳۸۵/۱۲/۲۰ |       |
| ۴۸   | تپه دنه                        |                | ساسانی                         | شهرستان خمین، بخش کمره، دهستان چهارچشمه، روستای قشلاق سادات                                       | ۱۸۰۳۸     | ۱۳۸۵/۱۲/۲۰ |       |
| ۴۹   | تپه جین                        |                | ساسانی                         | شهرستان خمین، بخش کمره، دهستان چهارچشمه، روستای مزرعه قاسم                                        | ۱۸۰۳۹     | ۱۳۸۵/۱۲/۲۰ |       |
| ۵۰   | تپه قلعه رباط آغاج             |                | قرون میانه اسلامی              | شهرستان خمین، بخش مرکزی، دهستان حمزه لو، روستای رباط آغاج                                         | ۱۸۰۴۰     | ۱۳۸۵/۱۲/۲۰ |       |
| ۵۱   | تپه گورستان چغاسیف‌الدین        |                | قرون اولیه اسلامی              | شهرستان خمین، بخش کمره، دهستان چهارچشمه، روستای چغاسیف الدین                                      | ۱۸۰۴۱     | ۱۳۸۵/۱۲/۲۰ |       |
| ۵۲   | تپه چمنک                       |                | ساسانی                         | شهرستان خمین، بخش کمره، دهستان چهارچشمه، روستای قلعه محمد قلی                                     | ۱۸۰۴۲     | ۱۳۸۵/۱۲/۲۰ |       |
| ۵۳   | آق‌تپه                          |                | قرون میانه اسلامی              | شهرستان خمین، بخش کمره، دهستان چهارچشمه، روستای جوادیه                                            | ۱۸۰۴۳     | ۱۳۸۵/۱۲/۲۰ |       |
| ۵۴   | تپه مهدی‌آباد                   |                | ساسانی                         | شهرستان خمین، بخش کمره، دهستان چهارچشمه، روستای مهدی‌آباد                                          | ۱۸۰۴۴     | ۱۳۸۵/۱۲/۲۰ |       |
| ۵۵   | چغا                            |                | ساسانی                         | شهرستان خمین، بخش کمره، دهستان چهارچشمه، روستای برجک                                              | ۱۸۰۴۵     | ۱۳۸۵/۱۲/۲۰ |       |
| ۵۶   | تپه میشان                      |                | قرون میانه اسلامی              | شهرستان خمین، بخش کمره، دهستان چهارچشمه، روستای آشمسیان                                           | ۱۸۰۴۶     | ۱۳۸۵/۱۲/۲۰ |       |
| ۵۷   | تپه گوریالی                    |                | ساسانی ـ قرون اولیه اسلامی     | شهرستان خمین، بخش مرکزی، دهستان صالحان، روستای خوگان                                              | ۱۸۰۴۷     | ۱۳۸۵/۱۲/۲۰ |       |
| ۵۸   | تپه دمنی                       |                | ساسانی                         | شهرستان خمین، بخش کمره، دهستان چهارچشمه، روستای دمنی                                              | ۱۸۰۴۸     | ۱۳۸۵/۱۲/۲۰ |       |
| ۵۹   | تپه آشیان                      |                | ساسانی                         | شهرستان خمین، بخش کمره، دهستان چهارچشمه، روستای آشمسیان                                           | ۱۸۰۴۹     | ۱۳۸۵/۱۲/۲۰ |       |
| ۶۰   | سد خاکی رضاآباد                |                | صفویه                          | شهرستان خمین، بخش مرکزی، دهستان آشناخور، روستای رضاآباد                                           | ۱۸۰۵۰     | ۱۳۸۵/۱۲/۲۰ |       |
| ۶۱   | کبوترخانه یوجان                |                | پهلوی اول                      | شهرستان خمین، بخش مرکزی، دهسان صالحان، روستای یوجان                                               | ۱۸۹۲۴     | ۱۳۸۵/۱۲/۲۸ |       |
| ۶۲   | کبوترخانه طنجران               |                | پهلوی اول                      | شهرستان خمین، بخش مرکزی، دهستان گله زن، روستای طنجران                                             | ۱۸۹۲۵     | ۱۳۸۵/۱۲/۲۸ |       |
| ۶۳   | قبرستان ارامنه قورچی‌باشی       |                | قاجاریه ـ پهلوی اول            | شهرستان خمین، بخش کمره، شهر قورچی باشی                                                            | ۱۸۹۲۶     | ۱۳۸۵/۱۲/۲۸ |       |
| ۶۴   | تپه یال گبری                   |                | تاریخی                         | شهرستان خمین، بخش کمره، دهستان چهارچشمه، روستای لوزدر                                             | ۱۸۹۲۷     | ۱۳۸۵/۱۲/۲۸ |       |
| ۶۵   | تپه قیز قلعه سی                |                | تاریخی                         | شهرستان خمین، بخش مرکزی، دهستان حمزه لو، روستای سرکوبه                                            | ۱۸۹۲۸     | ۱۳۸۵/۱۲/۲۸ |       |
| ۶۶   | تپه چنگری                      |                | تاریخی                         | شهرستان خمین، بخش مرکزی، دهستان آشناخور، روستای قره کهریز                                         | ۱۹۰۶۳     | ۱۳۸۶/۰۲/۲۰ |       |
| ۶۷   | کلیسا و درمانگاه تاریخی لیلیان |                | قاجاریه                        | شهرستان خمین، بخش کمره، دهستان خرمدشت، روستای لیلیان                                              | ۱۹۰۶۴     | ۱۳۸۶/۰۲/۲۰ |       |
| ۶۸   | عمارت حاج جلال لشکر            |                | قاجاریه                        | شهر خمین، بلوار شهید منتظری، کوچه حکمت، مجاورت عمارت سالار محتشم                                  | ۱۹۲۰۲     | ۱۳۸۶/۰۳/۱۳ |       |
| ۶۹   | گورستان دانیان                 |                | قرون متاخر اسلامی              | شهرستان خمین، بخش کمره، دهستان خرم دشت، روستای دانیان                                             | ۲۲۰۴۹     | ۱۳۸۶/۱۲/۲۶ |       |
| ۷۰   | کبوترخانه فشارود               |                | قاجاریه                        | شهرستان خمین، بخش مرکزی، دهستان گله زن، روستای فشارود                                             | ۲۲۰۶۹     | ۱۳۸۶/۱۲/۲۶ |       |
| ۷۱   | کبوترخانه رباط مراد            |                | قاجاریه                        | شهرستان خمین، بخش مرکزی، دهستان گله زن، روستای رباط مراد                                          | ۲۲۰۷۴     | ۱۳۸۶/۱۲/۲۶ |       |
| ۷۲   | گورستان قلعه محمد قلی          |                | قرون متاخر اسلامی              | شهرستان خمین، بخش کمره، دهستان چهار چشمه، روستای قلعه محمد قلی                                    | ۲۲۰۷۹     | ۱۳۸۶/۱۲/۲۶ |       |
| ۷۳   | ارگ تاریخی میشیجان             |                | قاجار                          | شهرستان خمین، بخش مرکزی، روستای میشیجان علیا                                                      | ۲۳۷۹۶     | ۱۳۸۵/۰۸/۲۴ |       |
| ۷۴   | کبوترخانه امیرآباد             |                | پهلوی اول                      | شهرستان خمین، بخش مرکزی، دهستان حمزه لو، روستای امیرآباد                                          | ۲۲۰۹۳     | ۱۳۸۶/۱۲/۲۶ |       |
| ۷۵   | پل حاج مرتضی                   |                | قاجاریه                        | شهر خمین، خیابان ساحلی                                                                            | ۲۳۷۹۵     | ۱۳۸۷/۰۸/۲۵ |       |